# Harriemästaren

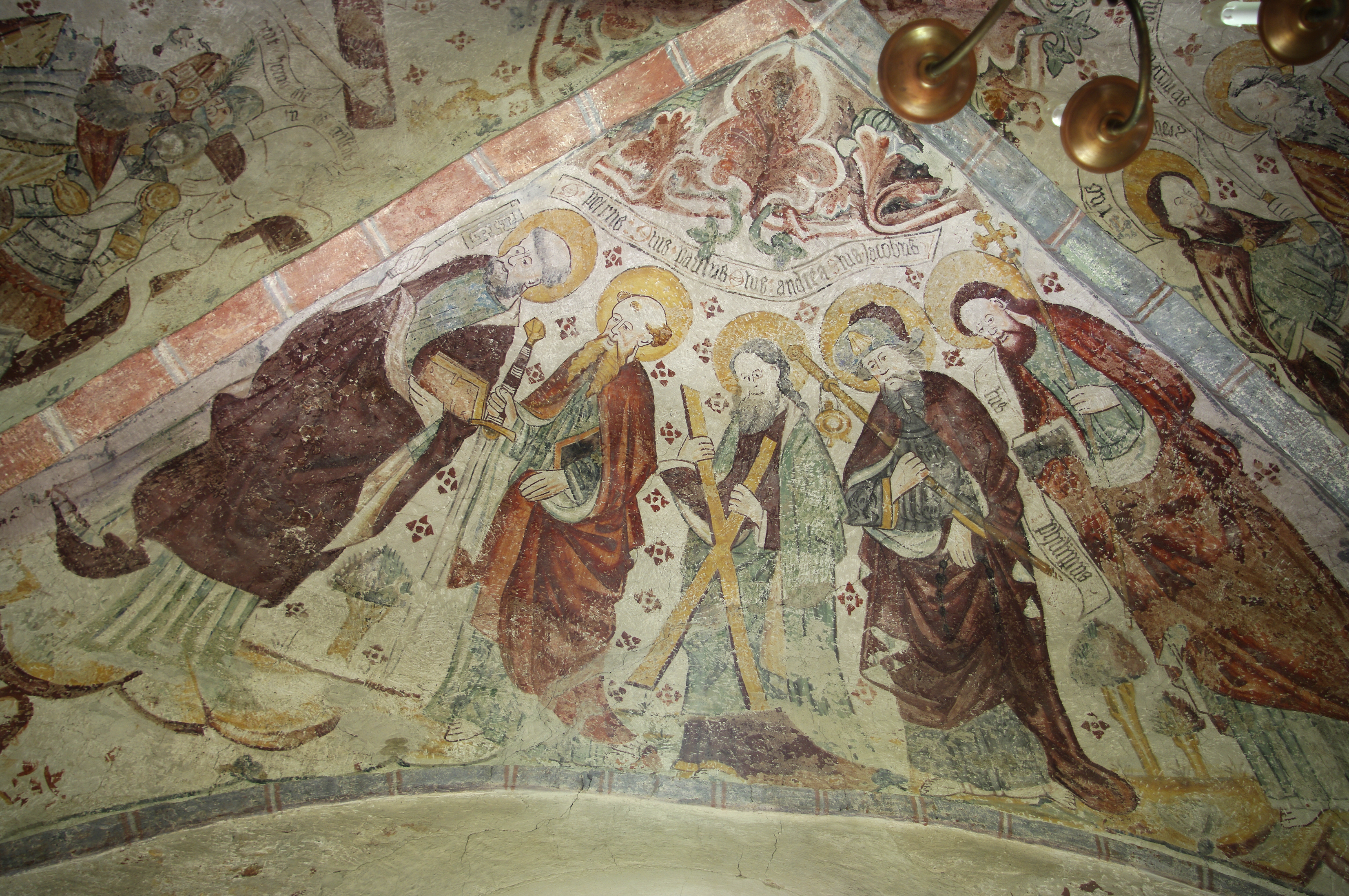
Kalkmålning av Harriemästaren i koret i Hyby gamla kyrka

Harriemästaren var en anonym kalkmålare som var verksam i Skåne runt 1500. Han har fått sitt namn från Lilla Harrie där han har utfört kalkmålningar i Lilla Harrie kyrka. På senare tid säger man ibland att Lilla Harrie-gruppen utfört målningarna då man anser att det snarare var ett arbetslag som utförde målningarna. Han eller de har även utfört målningar i Hyby gamla kyrka, Särslövs kyrka och Västra Vemmerlövs kyrka. 